# کن کیسی
کنث التون "کن" کیسی (انگلیسی: Kenneth Elton "Ken" Kesey؛ زاده ۱۷ سپتامبر ۱۹۳۵ - درگذشته ۱۰ نوامبر ۲۰۰۱) یک داستان‌نویس اهل ایالات متحده آمریکا بود.

## کتابشناسی
- پرواز بر فراز آشیانه فاخته
- Sometimes a Great Notion